# Theodor Ionescu
Pour les articles homonymes, voir Ionescu.
Theodor V. Ionescu, né en Roumanie en 1899 et décédé en 1988, a fait des découvertes en physique des plasmas, de la ionosphère et de l'effet Zeeman.
En 1936, il obtient un brevet pour des images en relief au cinéma et à la télévision.
En 1946, avec un autre physicien roumain, il a inventé et construit une installation avec laquelle il a obtenu la première émission stimulée, de type maser (amplificateur quantique de micro-ondes), précurseur du maser inventé en 1954.
Il est mort le 6 novembre 1988 à Bucarest.